# Potok pri Muljavi
Potok pri Muljavi je naselje v Občini Ivančna Gorica.